# 배리 슬론
배리 슬론(Barry Sloane, 1981년 2월 10일 ~ )은 잉글랜드의 배우이다.

## 출연 작품
- 식스 (2016)
- 위스퍼스 (2015)
- 노아 (2014)
- 펜트하우스 노스 (2013)